# Miroslav Kučera (kriminalista)
Miroslav Kučera (* 16. března 1936, Praha) je český kriminalista, spolupracovník Československé televize. Jako autor literatury non-fiction, detektivek ap. užívá též pseudonym J. M. Kusta.

## Studia
V období 1950 až 1957 studoval na grafických školách v Praze a Liberci. V letech 1970–1991 pracoval na ústředně Kriminální policie. Od roku 1991 je ve starobním důchodu, bydlí v Praze.
Je členem literárních organizací KALF a AEIP.